# زوزل
زوزل (به لاتین: Zwevezele) یک منطقهٔ مسکونی در بلژیک است که در ونژان واقع شده‌است. زوزل ۵۲٫۴۶ کیلومتر مربع مساحت و ۵٬۳۷۸ نفر جمعیت دارد.